# Joana de Inglaterra (1335–1348)
Joana de Inglaterra (Londres, 19 de dezembro de 1333/28 de janeiro de 1334) – Baiona, 1 de julho de 1348) foi uma princesa de Inglaterra, filha do rei Eduardo III de Inglaterra e sua esposa Filipa de Hainault.

## Biografia
Joana era a terceira filha, segunda menina, do rei Eduardo III de Inglaterra e sua esposa Filipa de Hainault. Ela nasceu em Londres entre 1333 e 1335. A educação de Joana foi confiada a Maria de San Pol, fundadora do Pembroke College. A princesa cresceu juntamente com seus irmãos Isabel e Eduardo, e, sua prima Joana de Kent.
Embora ainda muito jovem foi arranjado um casamento entre Joana e o príncipe Pedro de Castela, filho do rei Afonso XI de Castela, após as negociações de casamento com a Casa de Habsburgo malograrem. Joana partiu para a Espanha em novembro de 1348. Seguindo pela França, a princesa e seu séquito chegaram em julho em Bordéus, de lá seguiram até Baiona, onde Joana começa a apresentar os primeiros sintomas de que estava com a Peste negra.
Joana faleceu vítima da peste a 1 de julho de 1348 na aldeia de Loremo da cidade de Baiona, França. Ela foi sepultada na Catedral de Baiona.